# 세계 다크투어
《세계 다크투어》는 JTBC에서 매주 수요일 밤 8시 50분에 방송된 미스터리 전문 예능 프로그램이다.

## 기획 의도
전 세계의 비극적인 역사와 극악무도한 범죄 현장을 살펴보는 '다크 투어리즘' 모두에게 충격을 안겼던 비극적 사건이 일어나는 장소를 찾아가는 언택트 여행 버라이어티다.

## 방송 일정
| 방송 채널 | 방송 기간                          | 방송 시간                    | 비고 |
| --------- | ---------------------------------- | ---------------------------- | ---- |
| JTBC      | 2022년 6월 9일 ~ 2022년 9월 8일    | 매주 목요일 밤 9:00~ 10:30   |      |
| JTBC      | 2022년 9월 14일 ~ 2022년 12월 14일 | 매주 수요일 밤 10:30 ~ 12:00 |      |
| JTBC      | 2022년 12월 21일 ~ 2023년 2월 8일  | 매주 수요일 밤 8:50 ~ 10:30  |      |

## 출연진

### 고정 출연진
- 박나래 (1회 ~ 33회 전회 출연)
- 장동민 (1회 ~ 33회 전회 출연)
- 봉태규 (1회 ~ 33회 전회 출연)
- 이정현 (1회 ~ 33회 전회 출연)

### 하차
- 박하나 : 2022년 6월 9일 ~ 2022년 11월 23일 (프로그램 도중 하차 1회 ~ 23회 출연)

## 에피소드 목록

### 2022년
| 회차 | 방송일    | 부제                                         | 다크가이드    | 비고  |
| ---- | --------- | -------------------------------------------- | ------------- | ----- |
| 1회  | 6월 9일   | 다이애나 비                                  | 김지윤        |       |
| 2회  | 6월 16일  | 역대급 살인마 테드 번디                      | 표창원        |       |
| 3회  | 6월 23일  | 9·11 테러                                    | 김지윤        |       |
| 4회  | 6월 30일  | 존 F. 케네디 암살 사건 음모론                | 김봉중        |       |
| 5회  | 7월 7일   | 파리 대테러 사건                             | 임상훈        |       |
| 6회  | 7월 14일  | 일본 열도를 뒤흔든 스쿨 킬러 정체는?         | 이진숙        |       |
| 7회  | 7월 21일  | 안네의 일기 & 아우슈비츠 수용소              | 다니엘 린데만 |       |
| 8회  | 7월 28일  | 보니와 클라이드                              | 문성준        |       |
| 9회  | 8월 4일   | 대만판 그 놈 목소리, 바이샤오옌 사건         | 표창원        |       |
| 10회 | 8월 11일  | 일제의 수탈                                  | 박광일        |       |
| 11회 | 8월 25일  | 보스니아 전쟁                                | 김지윤        |       |
| 12회 | 9월 1일   | 아마가사키 사건                              | 표창원        |       |
| 13회 | 9월 8일   | 난징 대학살                                  | 임용한        |       |
| 14회 | 9월 14일  | 미국 최악의 총기 난사                        | 임상훈        |       |
| 15회 | 9월 21일  | 동일본 대지진                                | 이독실        |       |
| 16회 | 9월 28일  | 베트남 전쟁                                  | 심용환        |       |
| 17회 | 10월 5일  | 로스앤젤레스 폭동                            | 김지윤        |       |
| 18회 | 10월 12일 | 스가모 아동 방치 사건                        | 박지선        |       |
| 19회 | 10월 19일 | 존 레논 피살 사건                            | 김지윤        |       |
| 19회 | 10월 19일 | 마이클 잭슨의 죽음                           | 김지윤        |       |
| 20회 | 10월 26일 | O. J. 심슨사건                               | 장재웅        |       |
| 21회 | 11월 9일  | 구찌 가문 마우리치오 피살 사건               | 이진숙        | [ 1 ] |
| 22회 | 11월 16일 | 엘리자베스 스마트 납치 사건                  | 표창원        |       |
| 23회 | 11월 23일 | 전 세계 어디서나 존재하는 목소리, 보이스피싱 | 김복준        |       |
| 24회 | 11월 30일 | 옴진리교 창시자 아사하라 쇼코 교주           | 표창원        |       |
| 25회 | 12월 7일  | 로맨스 스캠                                  | 박미랑        | [ 4 ] |
| 26회 | 12월 14일 | 오케가와 스토커 살인 사건                    | 표창원        |       |
| 27회 | 12월 21일 | 대재앙 화산                                  | 이독실        |       |
| 28회 | 12월 28일 | 마약왕 파블로 에스코바르                     | 표창원        |       |

### 2023년
| 회차 | 방송일   | 부제                                          | 다크가이드 | 비고 |
| ---- | -------- | --------------------------------------------- | ---------- | ---- |
| 29회 | 1월 4일  | 킬링필드                                      | 임용환     |      |
| 30회 | 1월 11일 | 미국의 테러리스트 시어도어 카진스키(유나바머) | 표창원     |      |
| 31회 | 1월 18일 | 장국영의 죽음, 그날의 진실은?                 | 주성철     |      |
| 32회 | 2월 1일  | 뭄바이 연쇄 테러                              | 임상훈     |      |
| 33회 | 2월 8일  | 피자맨 목걸이 폭탄 은행강도사건               | 표창원     |      |

## 결방 및 편성 변경 안내
2022년
- 8월 18일 : 하이라이트 편성으로 인한 결방.
- 11월 2일 : 이태원 압사 사고 여파 및 《JTBC 토일 드라마 나의 해방일지》 재방송 편성으로 인한 결방.

2023년
- 1월 25일 : 글로벌 르포 <세 개의 전쟁> 편성 관계로 인한 결방

## 참고 사항
- 매주 목요일 밤에 한동안 대체 편성하였다.

## 같이 보기
관련 항목
- 미스터리
- 사건

방송 프로그램
- 신비한TV 서프라이즈, 심야괴담회 (MBC TV)
- 백만불 미스터리 (SBS TV)
- 천 개의 비밀 어메이징 스토리 (채널A)
- 차트를 달리는 남자 (KBS Joy)